# Bolivaritettix curvicarina
Bolivaritettix curvicarina is een rechtvleugelig insect uit de familie doornsprinkhanen (Tetrigidae). De wetenschappelijke naam van deze soort is voor het eerst geldig gepubliceerd in 2003 door Zheng.